# Controversia por la denominación GNU/Linux

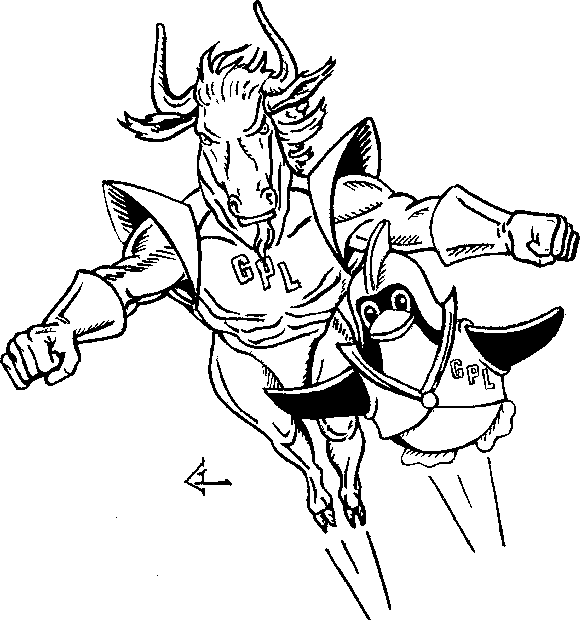
Ilustración de la FSF del ñu, mascota de GNU, y el pingüino Tux, mascota del núcleo Linux; mostrando su visión de la denominación GNU/Linux.

Dentro de las comunidades del software libre y del software de código abierto, existe una controversia sobre si referirse a los sistemas operativos informáticos que utilizan una combinación de software GNU y el núcleo Linux como sistemas GNU/Linux o simplemente Linux.
GNU/Linux es el término promovido por la Free Software Foundation (FSF), su fundador Richard Stallman, y sus patrocinadores, para referirse a estas distribuciones. El argumento principal de la FSF para impulsar este término, es el que el proyecto GNU es de larga trayectoria, y anterior a Linux, para desarrollar un sistema operativo libre denominado GNU, del cual el núcleo solo fue una pieza Distribuciones tales como Debian GNU/Linux, Trisquel GNU/Linux, Dyne:bolic GNU/Linux o Parabola GNU/Linux-libre, utilizan esta denominación.
Los defensores del término Linux argumentan que es mucho más utilizado por el público, los medios de comunicación y que es más fácil de recordar. Distribuciones tales como Ubuntu, Linux Mint, Slackware Linux, openSUSE o Red Hat Enterprise Linux, utilizan esta denominación. 

## Historia
El 27 de septiembre de 1983, Richard Stallman, fundador de la Free Software Foundation, comienza a trazar los planes para la creación de un sistema operativo Unix-like compuesto solo de software libre, denominado GNU, y su desarrollo comenzó en 1984. En 1991, el proyecto GNU había terminado muchas de las piezas del sistema operativo GNU, incluyendo el compilador de C de GNU (gcc), bash, emacs, entre otras. Otras partes del sistema operativo podían ser proporcionadas por software libre ya existente, como el sistema de ventanas X, que proporcionaba un escritorio gráfico. Sin embargo, la parte central del sistema operativo —el núcleo GNU Hurd— no estaba completa. El proyecto GNU eligió un ambicioso diseño de micronúcleo para el mismo, lo que provocó grandes retrasos. A la fecha, no hay una versión estable de Hurd.
El 25 de agosto de 1991, el entonces estudiante de Ciencias de la Computación, Linus Torvalds, lanza la primera versión de su núcleo, en su momento sin un nombre definido, para el sistema operativo Minix, y habiendo portado bash y gcc para que funcionasen sobre él. Para el 19 de diciembre, varias personas se encontraban trabajando sobre el código de Torvalds en un sistema operativo libre llamado Linux, sin embargo, Torvalds prefería el nombre Freax, por considerar el nombre propuesto muy egocéntrico. El núcleo comenzó a ganar relevancia una vez que se logró portar el sistema de ventanas X, proporcionándole un entorno gráfico. De esta forma, el núcleo Linux vino a convertirse así en la pieza faltante para el sistema operativo GNU, y a partir de la versión 0.12, se lanza oficialmente bajo la licencia GPL, permitiendo así el desarrollo general de las distribuciones de sistemas operativos que utilizan el núcleo Linux y los componentes de GNU, o distros.
Durante los siguientes años, aparecieron varias sugerencias para nombrar a estas distribuciones. En 1992, aparecen las distribuciones MCC Interim Linux, SLS Linux e Yggdrasil, esta última acuñando el nombre "Linux/GNU/X" para referirse a una distribución de Linux con GNU y el sistema de ventanas X. En Usenet y en las listas de correo se pueden encontrar usos tanto de "GNU/Linux" como de "Linux/GNU" o "Linux/GNU/X" desde 1992, y de "GNU+Linux+Xfree" desde 1993.
En 1993, Ian Murdock abandona SLS Linux, para comenzar a trabajar en un proyecto al que llamaría Debian Linux, sin embargo, luego de un acercamiento por parte de la FSF y posterior financiamiento, un año después pasaría a ser Debian GNU/Linux. Este cambio se produciría por petición de Richard Stallman.
En mayo de 1996, Stallman publicaría emacs 19.31 con el objetivo del sistema Autoconf "linux" cambiado a "lignux" (poco después cambiado a "linux-gnu" en emacs 19.32)
Los esfuerzos de Stallman y de la FSF para incluir "GNU" en el nombre empezaron alrededor de 1994, pero se hicieron principalmente a través de comunicaciones privadas (como la mencionada petición a Debian), hasta 1996.

## Argumentos para "GNU/Linux"
En la actualidad, prácticamente todos los ordenadores de escritorio y servidores que utilizan alguna distribución de Linux, utilizan componentes desarrollados por GNU, tales como glibc (la librería C de GNU), coreutils, y bash.
La FSF aboga por la denominación "GNU/Linux", no tan solo por el gran número de componentes GNU usados para compilar una distribución basada en Linux o la cantidad de código fuente de GNU, sino porque el objetivo del proyecto GNU fue específicamente desarrollar un sistema operativo, y no un conjunto de utilidades.

Inglés: So if you were going to pick a name for the system based on who wrote the programs in the system, the most appropriate single choice would be GNU. But we don't think that is the right way to consider the question. The GNU Project was not, is not, a project to develop specific software packages. [...] Many people have made major contributions to the free software in the system, and they all deserve credit. But the reason it is an integrated system — and not just a collection of useful programs — is because the GNU Project set out to make it one. We made a list of the programs needed to make a complete free system, and we systematically wrote, or found people to write, everything on the list.
Español: Si vamos a escoger un nombre para el sistema sobre la base de quién escribió los programas en el sistema, la elección más apropiada sería GNU. Pero no creemos que sea la forma correcta de considerar la pregunta. El Proyecto GNU no fue, y no es, un proyecto para desarrollar paquetes de software específicos. [...] Muchas personas han hecho contribuciones enormes al software libre en el sistema y todos merecen crédito. Pero la razón por la cual es un sistema integrado - y no solo una colección de programas útiles - es porque el Proyecto GNU estableció que así lo fuera. Hicimos una lista de los programas necesarios para crear un sistema libre completo, y todo lo que había en esa lista fuimos escribiéndolo sistemáticamente, o encontramos gente para escribirlo.
Richard Stallman

La FSF argumenta que el problema del nombre es importante porque les da crédito a las contribuciones técnicas del proyecto GNU y el idealismo de la filosofía del software libre GNU (como opuesta al movimiento del código abierto, u open source).

Inglés: Calling the system GNU/Linux recognizes the role that our idealism played in building our community, and helps the public recognize the practical importance of these ideals.
Español: Llamar GNU/Linux al sistema reconoce el rol que nuestro idealismo jugó en la construcción de nuestra comunidad, y ayuda al público a reconocer la importancia práctica de estos ideales

Inglés: Calling this variant of the GNU system "Linux" plays into the hands of people who choose their software based only on technical advantage, not caring whether it respects their freedom.
Español: Llamar "Linux" a esta variante del sistema GNU le hace el juego a quienes escogen su software basado solo en las ventajas técnicas, sin tener en cuenta si éste respeta su libertad.

El significado ordinario de "sistema operativo" incluye el núcleo — el subsistema específico que interactúa con el hardware— y el software usado por los usuarios y las aplicaciones para administrar el computador. Por otra parte, los nombres "GNU" y "Linux" están relacionados intencionalmente con el nombre "Unix", y Unix ha estado conceptualmente incluido con las librerías de programación de C junto con las herramientas del usuario así como el núcleo. 
En 1991 en las notas de liberación de las versiones 0.01 - 0.11 de Linux (que no fue entregado bajo la Licencia pública general de GNU hasta la versión 0.12), Torvalds escribió:

Inglés: Sadly, a kernel by itself gets you nowhere. To get a working system you need a shell, compilers, a library etc. These are separate parts and may be under a stricter (or even looser) copyright. Most of the tools used with linux are GNU software and are under the GNU copyleft. These tools aren't in the distribution — ask me (or GNU) for more info.
Español: Tristemente, un núcleo por sí mismo no te lleva a ninguna parte. Para conseguirte un sistema que funcione necesitas un intérprete de comandos, los compiladores, una biblioteca, etc. Estas son piezas separadas y pueden estar bajo copyright. Casi todas las herramientas usadas con Linux son software de GNU o están bajo la Licencia GNU. Estas herramientas no están en la distribución — pregúntenme a mí (o a GNU) para más información.

Torvalds también escribió durante 1992, en el debate Tanenbaum–Torvalds, "Como ha sido notado (no solo por mí), el núcleo Linux es una minúscula parte de un sistema completo".
Así mismo, el uso de la palabra "Linux", tanto para referirse al núcleo, al sistema operativo, y las distribuciones de Linux, conduce a menudo a confusiones entre los tres. Muchos de los paquetes importantes de GNU son parte clave de casi todas las distribuciones. Las fuentes de los medios hacen con frecuencia declaraciones erróneas tales como decir que el sistema operativo entero de Linux (más que simplemente el núcleo) fue escrito por Torvalds en 1991; que Torvalds dirige el desarrollo de otros componentes como la interfaz gráfica o las herramientas GNU; o que las nuevas liberaciones del núcleo envuelven grados de cambios visibles como en las nuevas versiones de sistemas operativos propietarios como Microsoft Windows, donde muchas cosas aparte del núcleo cambian simultáneamente.
Por esta confusión, amenazas legales y campañas de relaciones públicas aparentemente direccionadas contra el núcleo, como las lanzadas por el Grupo SCO o la Alexis de Tocqueville Institution (AdTI), han sido malinterpretados muchos comentarios pues las personas asumen que todo el sistema operativo ha sido "demandado". Estas organizaciones han sido acusadas de explotar deliberadamente esta confusión:

Inglés: Generally, SCO's Caldera v IBM Complaint is vague and confusing as to whether the accusations involve the Linux kernel, the GNU/Linux operating system, Linux distributions, Linux applications, or whatever. (Mike Angelo, MozillaQuest Magazine, 2003)
Español: Generalmente, la queja de SCO en el caso Caldera vs. IBM es vaga y confusa y no aclara si sus acusaciones envuelven al núcleo Linux, al sistema operativo GNU/Linux, las distribuciones Linux, las aplicaciones Linux, o lo que sea. (Mike Angelo, MozillaQuest Magazine, 2003)

Inglés: SCO has used "Linux" to mean "all free software," or "all free software constituting a UNIX-like operating system." This confusion, which the Free Software Foundation warned against in the past, is here shown to have the misleading consequences the Foundation has often predicted. (Eben Moglen, 2003)
Español: SCO ha usado "Linux" para decir "todo el software libre," o "todo el software libre que constituye un sistema operativo tipo-UNIX." Esta confusión, en la que la Free Software Foundation puso énfasis en el pasado, está aquí dejando consecuencias que la Fundación, sin embargo, había predicho. (Eben Moglen, 2003)

Inglés: I guess we can all be glad the world found it so hard to say GNU/Linux, because SCO fell right into the pit, equating Linux, the kernel, with GNU/Linux, the everything, kernel plus the applications. (Pamela Jones, Groklaw, 2003)
Español: Presiento que todos podemos estar alegres de que el mundo haya encontrado tan difícil decir GNU/Linux, porque SCO metió el dedo en la llaga, comparando Linux, el núcleo, con GNU/Linux, es decir todo, el núcleo más las aplicaciones. (Pamela Jones, Groklaw, 2003)

Inglés: In particular, Stallman criticized the [Ken Brown/AdTI] report for capitalizing on common confusion between the Linux kernel, which Stallman says "Linus really wrote," with the full GNU operating system and associated software, which can be and generally is used with the Linux kernel. (Lisa Stapleton, LinuxInsider, 2004)
Español: En particular, Stallman criticó el informe [Ken Brown/AdTI] por hacer crecer la confusión común entre el núcleo Linux, que según Stallman "fue lo que Linus realmente escribió" con el sistema operativo GNU y software asociado, el cual puede ser y es usado usualmente con el núcleo Linux". (Lisa Stapleton, LinuxInsider, 2004)

En respuesta a críticas contra Stallman por el cambio de nombre que según algunas personas provienen del egoísmo, el RMS (Richard Stallman) ha respondido que su interés no consiste en darse crédito a sí mismo, pero sí dárselo al Proyecto GNU:

Inglés: Some people think that it's because I want my ego to be fed.  Of course, I'm not asking you to call it "Stallmanix".
Español: Algunas personas piensan que esto lo hago porque quiero alimentar mi ego. Por supuesto que no te estoy pidiendo que lo llames "Stallmanix".

Stallman ha admitido lo irritante que puede ser, pero cree que puede justificarse:

Inglés: If this thread is annoying, please imagine what it is like to see an idealistic project stymied and made ineffective, because people don't usually give it the credit for what it has done.  If you're an idealist like me, that can ruin your whole decade.
Español: Si esta discusión es molesta, imagínense por favor lo que significa ver un proyecto idealista obstaculizado y neutralizado porque la gente por lo general no le da el crédito por todo lo que ha logrado. Si eres un idealista como yo, eso puede arruinarte una década entera.

En respuesta a otro argumento común (ver abajo), la FSF reconoce que mucha gente ha contribuido a GNU/Linux y que ese nombre tan corto no les entrega crédito a todos, pero ese argumento no justifica que al sistema se le siga llamando "Linux":

Inglés: Since a long name such as GNU/X11/Apache/Linux/TeX/Perl/Python/FreeCiv becomes absurd, at some point you will have to set a threshold and omit the names of the many other secondary contributions. There is no one obvious right place to set the threshold, so wherever you set it, we won't argue against it... But one name that cannot result from concerns of fairness and giving credit, not for any possible threshold level, is "Linux". It can't be fair to give all the credit to one secondary contribution (Linux) while omitting the principal contribution (GNU).
Español: Dado que un nombre largo como GNU/X11/Apache/Linux/TeX/Perl/Python/FreeCiv sería absurdo, en algún punto será necesario poner un límite y omitir los nombres de muchas otras contribuciones secundarias. No hay un lugar obvio para establecer ese umbral, así que donde sea que lo coloques, no nos opondremos a él... Pero un nombre que no puede ser resultado de las preocupaciones de imparcialidad y reconocimiento, para ningún nivel de ese umbral, es "Linux". No es justo dar todo el crédito a una contribución secundaria (Linux) mientras se omite la contribución principal (GNU).

## Argumentos para "Linux"
El nombre Linux es por mucho el nombre más conocido, y la gran mayoría de personas han adoptado este uso, mientras que las referencias a la controversia por el nombramiento aparecen frecuentemente dentro de las comunidades dedicadas al software libre o dentro de la misma informática. El nombre Linux tiene un punto de partida anterior a GNU/Linux, ya que era el nombre que se utilizaba en las listas de correo que servían como canal de comunicación para el desarrollo del núcleo desde 1991, aún con oposición del mismo Linus Torvalds; mientras que Stallman comenzó a abogar y a pedirle a la gente que lo llamaran "GNU/Linux" a mediados de los 90, cuando el nombre Linux estaba gozando de plena aceptación.
Así mismo, Linux es más corto y más fácil de decir que "GNU/Linux", particularmente dada la pronunciación propuesta por Stallman: GNU slash Linux (GNU barra Linux) o GNU plus Linux (GNU más Linux).
Eric S. Raymond escribe (en la entrada de Linux del Archivo de la jerga): 

Inglés: Some people object that the name "Linux" should be used to refer only to the kernel, not the entire operating system. This claim is a proxy for an underlying territorial dispute; people who insist on the term GNU/Linux want the FSF to get most of the credit for Linux because RMS [Stallman] and friends wrote many of its user-level tools. Neither this theory nor the term GNU/Linux has gained more than minority acceptance.

Español: Algunas personas objetan que el nombre "Linux" debería usarse para referirse solamente al núcleo, no a todo el sistema operativo. Esta demanda es un poder por un conflicto territorial subyacente; la gente que insiste en el término GNU/Linux quisiera que el FSF consiguiera la mayor parte del crédito para Linux porque RMS (Stallman) y sus amigos escribieron muchas de sus herramientas user-level. Ni esta teoría ni el término GNU/Linux ha ganado más que la aceptación de la minoría.

Linus Torvalds ha dicho en el documental Revolution OS, cuando se le preguntó si el nombre GNU/Linux estaba justificado:

Inglés: Well, I think it's justified, but it's justified if you actually make a GNU distribution of Linux... the same way that I think that "Red Hat Linux" is fine, or "SuSE Linux" or "Debian Linux," because if you actually make your own distribution of Linux, you get to name the thing, but calling Linux in general "GNU Linux" I think is just ridiculous.

Español: Bueno, pienso que estaría justificado, pero justificado si creas una distribución GNU de Linux... de la misma forma que pienso que "Red Hat Linux" está bien, o "SuSE Linux" o "Debian Linux", porque si tú haces tu propia distribución, tú le pones el nombre, pero llamar Linux en general "GNU Linux" pienso que es ridículo.

Una editorial en el Linux Journal expresó la especulación común de que ese apoyo de Stallman del nombre combinado es una tentativa de cabalgar injustamente a la sombra de la fama de Linux:

Inglés: Perhaps RMS is frustrated because Linus got the glory for what RMS wanted to do.

Español: Tal vez RMS está frustrado porque Linus obtuvo la gloria que RMS quería tener.

(Vea arriba para la respuesta de Stallman.) El mismo artículo de Linux Journal cita a Torvalds lo siguiente:

Inglés: Umm, this discussion has gone on quite long enough, thank you very much. It doesn't really matter what people call Linux, as long as credit is given where credit is due (on both sides). Personally, I'll very much continue to call it "Linux".

Español: Umm, esta discusión ha ido demasiado lejos, muchas gracias. Realmente no importa cómo la gente llame a "Linux", siempre que el crédito sea dado donde se debe (en ambos lados). Personalmente, continuaré llamándolo "Linux".

En una venta similar, el debate sobre el nombre para el sistema operativo es a veces caracterizado como una discusión trivial; p.e. John C. Dvorak escribió:

Inglés: Unfortunately, the Linux community spends too much of its energy on things such as nomenclature (like the name GNU/Linux versus Linux).

Español: Desafortunadamente, la comunidad Linux gasta demasiada energía en cosas como en la nomenclatura (como el nombre GNU/Linux vs. Linux).

Otros han sugerido que, a pesar de los méritos, la persistencia de Stallman en lo que parecen causas perdidas hacen que él y GNU se vean mal. Por ejemplo, Larry McVoy (autor del software propietario BitKeeper, una vez solía manejar el desarrollo del núcleo Linux) opinó que reclamar crédito solo lo hace a uno parecer insensato y glotón.
Muchos usuarios y vendedores que prefieren el nombre "Linux" puntualizan la inclusión de herramientas no-GNU y no-Kernel como el Servidor Apache HTTP, el X Window System o KDE en el sistema operativo para usuario final basado en el núcleo Linux. Como lo dijo Jim Gettys, creador de X:

Inglés: There are lots of people on this bus; I don't hear a clamor of support that GNU is more essential than many of the other components; can't take a wheel away, and end up with a functional vehicle, or an engine, or the seats. I recommend you be happy we have a bus.

Español: Hay mucha gente en este bus; No oigo el clamor de que GNU es más esencial que otros muchos componentes; no puedes quitar una rueda, y terminar con un vehículo funcional, o un motor, o las sillas. Te recomiendo que seas feliz porque tenemos un bus.

(Ver arriba la respuesta de la FSF, que limita los créditos pero termina con una conclusión diferente.)
En su uso principal, el nombre "Linux" es usado como un ejemplo del concepto del software u otro contenido puede ser modificado y redistribuido libremente, aunque tales usos no mencionan generalmente el GNU o el “software libre” específicamente.

## Solución mixta: apócope Lignux
La asociación Lignux  creó este acertado neologismo con intención de aunar posiciones, en el uso de la lengua solemos tender a usar la palabra más corta para cada concepto, así usar Linux para el núcleo y Lignux (pronunciado Liñux en castellano) para los sistemas operativos GNU/Linux es una propuesta que gana adeptos conforme se va conociendo.[cita requerida]

## Casos donde "GNU/Linux" es inaplicable
Existen distribuciones Linux donde no se utilizan los componentes GNU, sino que otros espacios de usuario, tales como musl o Busybox. Un ejemplo de ello es Alpine Linux.
En algunos sistemas integrados como las PDA o algunos teléfonos inteligentes. el núcleo Linux se usa con pocos o ningún componente de GNU, con alternativas como uClibc y Busybox reemplazando las herramientas de GNU, o simplemente una aplicación como un proceso en el núcleo. Todos, incluyendo la FSF, están de acuerdo en que "GNU/Linux" no es el nombre apropiado en algunas circunstancias En la práctica, en dichos sistemas operativos con Linux pero sin entorno o componentes de GNU, tampoco se usa la denominación "Linux", ni comercialmente ni en la interfaz de usuario (el núcleo Linux suele enunciarse de forma genérica como «núcleo»). Ello puede deberse a que dichos sistemas operativos se orientan a un mercado y factor de forma distinto al uso común de las distribuciones, y el núcleo Linux es elegido como parte de un proyecto distinto. El caso más conocido de este uso es el sistema operativo Android.
Del otro lado, también existen sistemas operativos que utilizan componentes de GNU con otro núcleo en lugar de Linux. Véanse los casos de Debian GNU/kFreeBSD, Arch Hurd, Debian GNU/Hurd o NetBSD.

## Pronunciación
Aunque "GNU/Linux" es pronunciado "gəˈnu 'lɪnəks", "GNU Linux", Stallman ha pedido explícitamente la pronunciación del slash para prevenir que alguien se confunda y piense que el núcleo Linux es un proyecto GNU:

Inglés: I prefer to pronounce it GNU-slash-Linux, or GNU-plus-Linux. The reason is when you say GNU-Linux it is very much prone to suggest a misleading interpretation. After all, we have GNU Emacs which is the version of Emacs which was developed for GNU. If you say "GNU Linux", people will think it means a version of Linux that was developed for GNU. Which is not the fact.

Español: Yo prefiero pronunciarlo GNU-barra-Linux, o GNU-más-Linux. La razón es que cuando tú dices GNU Linux es muy probable una malinterpretación. Después de todo, tenemos GNU Emacs que es una versión de Emacs desarrollada por GNU. Si tú dices GNU Linux la gente pensará que es una versión de Linux que fue desarrollada por GNU. Que no es el hecho.

### En línea
- FSF's Position regarding SCO's attacks on Free Software (essays by Richard Stallman, Eben Moglen and others regarding SCO and GNU/Linux)
- Re: Proposal: Linrmsux (complete thread) (Craig Burley, Usenet gnu.misc.discuss, 30 de mayo de 1996)
- "GNU/Linux" vs. "Linux" (Slashdot, 9 de abril de 1999)
- Transcript of Stallman's NYU speech (speech at New York University, 29 de mayo de 2001)
- Why "Free Software" Is Better Than "Open Source" (Richard Stallman)
- A mail from Richard Stallman, refuting many points from Alan Cox
- A transcript of an explanation of Linux and "GNU/", excerpted from a speech by Richard Stallman
- Stallman explaining the relationship of GNU and Linux, Zagreb, 2006
- linux is not gnu/linux

### Prensa
- What's in a name? (Richard Stallman, ZDNet, 12 de octubre de 2000)
- The Power of GNU (PCLinuxOnline, 26 de octubre de 2002)
- Why I Don't Use "Linux" (Timothy R. Butler, Open for Business, 25 de agosto de 2003)
- Who wrote Linux? (Josh Mehlman, ZDNet Australia, 7 de julio de 2004)

- Datos: Q1423906